# Elizabeth Siddal

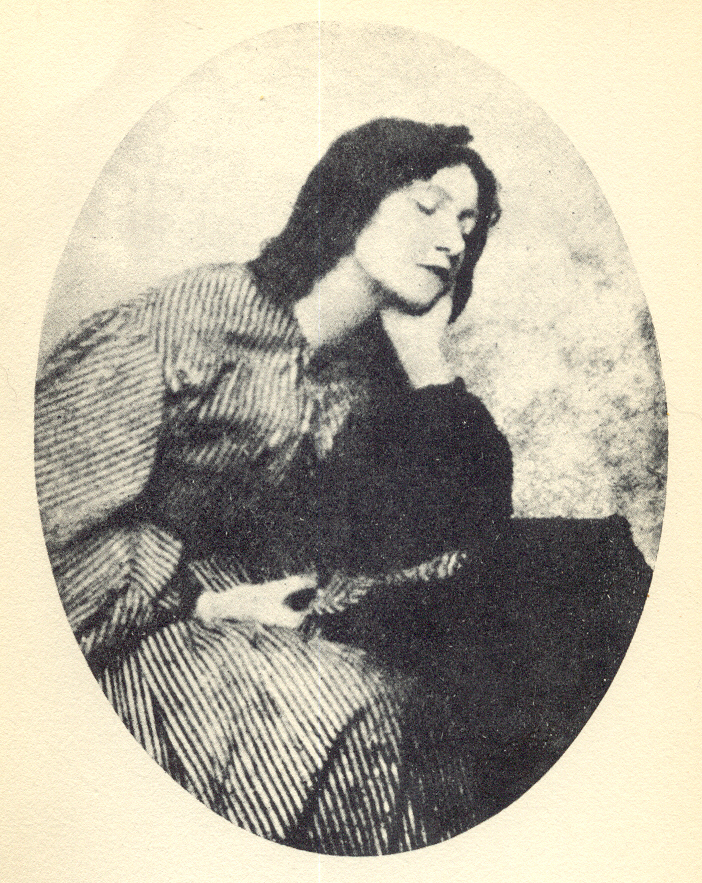
Elizabeth Siddal

Elizabeth ('Lizzie') Eleanor Siddal (Holborn, Londen, 25 juli 1829 – Londen, 11 februari 1862) was een Engels kunstschilder en dichter. Siddal was het lievelingsmodel van de Prerafaëlieten en de echtgenote van kunstschilder Dante Gabriel Rossetti.

## Vroege leven
Siddal werd geboren als derde van acht kinderen van de bestekfabrikant Charles Crooke Siddall uit Sheffield en Elizabeth Eleanor Evans. Ze leerde thuis lezen en schrijven en getuigde reeds op jonge leeftijd van een grote liefde voor poëzie, met name na het ontdekken van het werk van Alfred Tennyson.

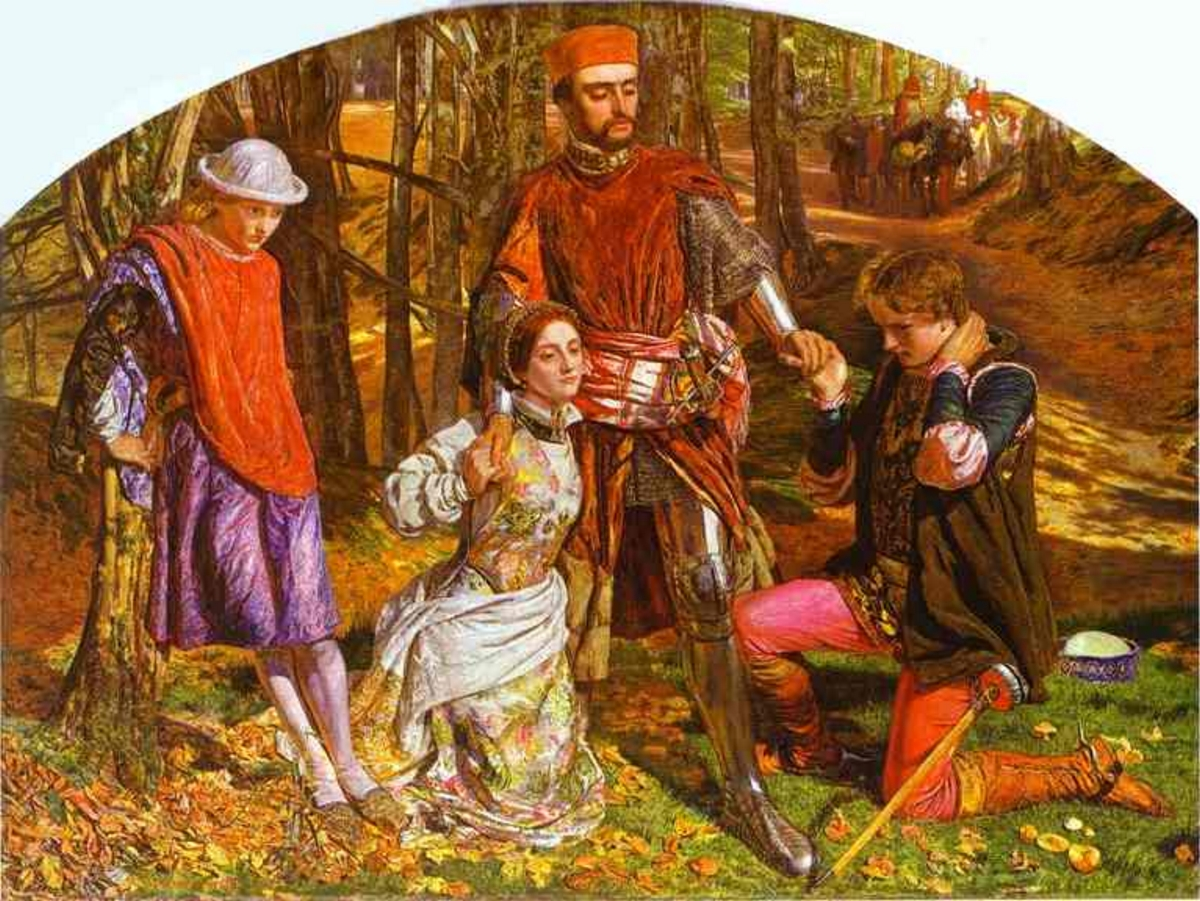
W.H. Hunt: Two gentlemen from Verona

## Model
Siddal werd in 1849 in de modezaak waar ze als hoedenmaakster werkte 'ontdekt' door kunstschilder Walter Deverell. Door haar 'fragiele schoonheid', met het lange koperkleurige haar, groeide snel uit tot het meest populaire model van de Prerafaëlieten, die haar zagen als het vrouwelijke ideaalbeeld. Haar latere zwager William Michael Rossetti omschreef haar als “een wondermooi schepsel met een uitdrukking tussen waardigheid en zoetheid en iets dat haar bescheiden zelfrespect overstijgt tot een smalende gereserveerdheid”.

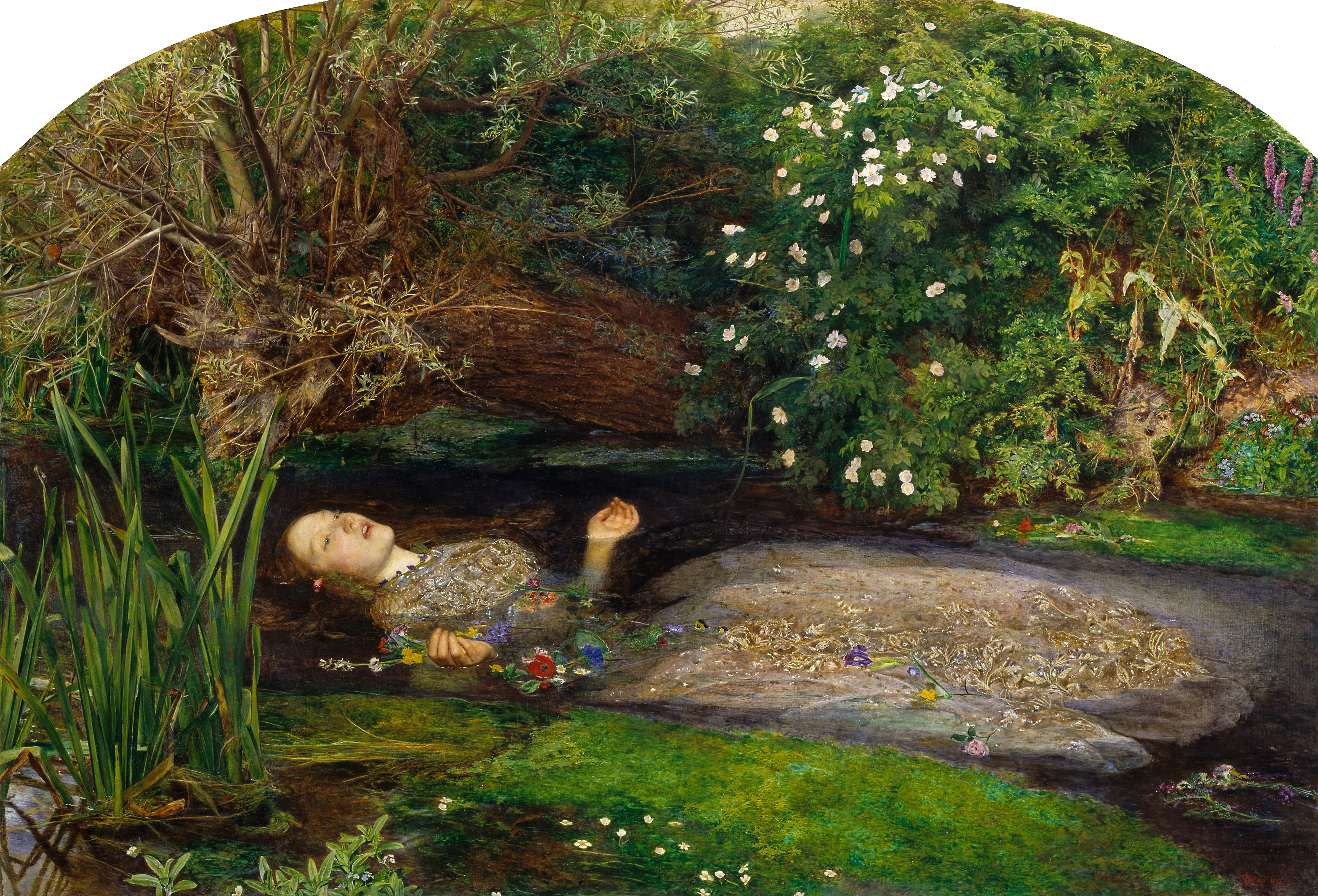
Millais: Ophelia, 1852

Bekende schilderijen waarop Siddal te zien is zijn Two gentlemen from Verona van William Holman Hunt (als Sylvia, 1851) en Ophelia van John Everett Millais (als de verdrinkende heldin uit Shakepeares Hamlet, 1852). Voor dat laatste schilderij, gemaakt in de winter, poseerde ze gekleed in een badkuip met olielampen eronder om het water warm te houden. Niettemin liep ze toch een longontsteking op, waarna haar vader haar verbood ooit nog voor Millais model te staan.

## Rossetti
Vanaf eind 1852 poseerde Siddal vrijwel nog uitsluitend voor de bekende schilder Dante Gabriel Rossetti, die haar als droomvrouw zag en haar op talrijke tekeningen en schilderwerken vereeuwigde. Al snel kregen ze ook een intense relatie. Omdat Siddal in de ogen van Rossetti’s ouders niet echt beantwoordde aan het beeld van de perfecte huwelijkskandidaat stelde Rossetti een trouwerij nog lange tijd uit. Nadat ze in 1858 met ernstige gezondheidsproblemen begon te kampen en verslaafd raakte aan het opiaat laudanum, besloot hij echter toch met haar te trouwen, in mei 1860. Ze gingen op huwelijksreis naar Parijs en Boulogne. Siddal werd vervolgens zwanger, maar in mei 1861 werd haar dochtertje doodgeboren, hetgeen haar bijzonder aangreep. Toen ze in 1862 net opnieuw zwanger bleek pleegde ze zelfmoord door een overdosis laudanum. Haar afscheidsbrief werd door Rossetti op aanraden van Ford Madox Brown verbrand, opdat ze een kerkelijke begrafenis kon krijgen.
Rossetti was door haar dood nog jarenlang van slag en geloofde dat hij Siddal als geest kon blijven zien. Ook na haar overlijden bleef hij haar schilderen, onder meer in zijn bekende weergave van Dantes Beatrice.

#### Elizabeth Siddal, door Rossetti

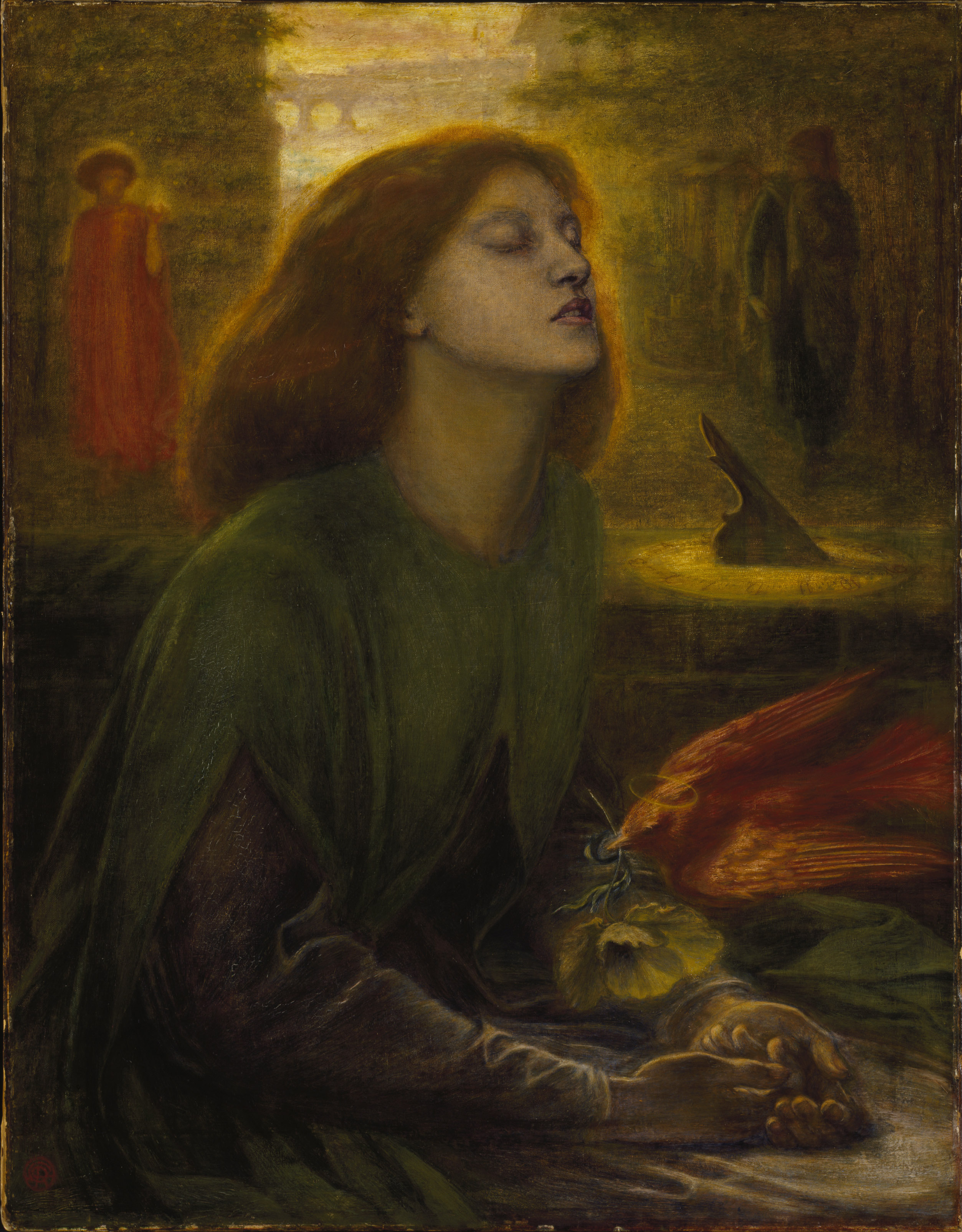
Dantes Beatrice, 1870
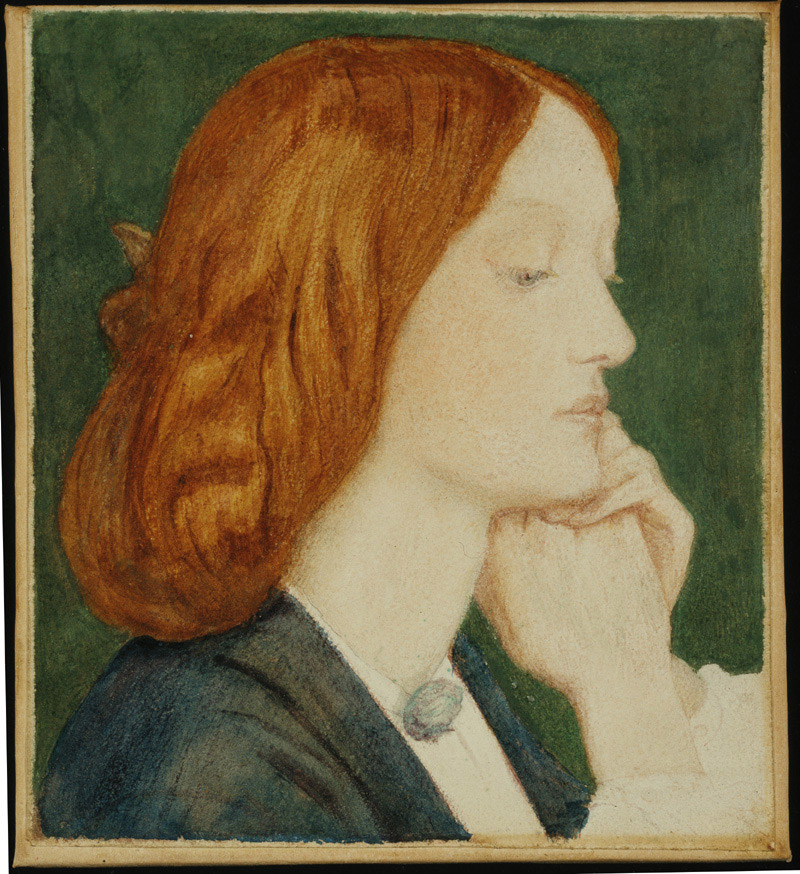
Portret van Elisabeth Siddal
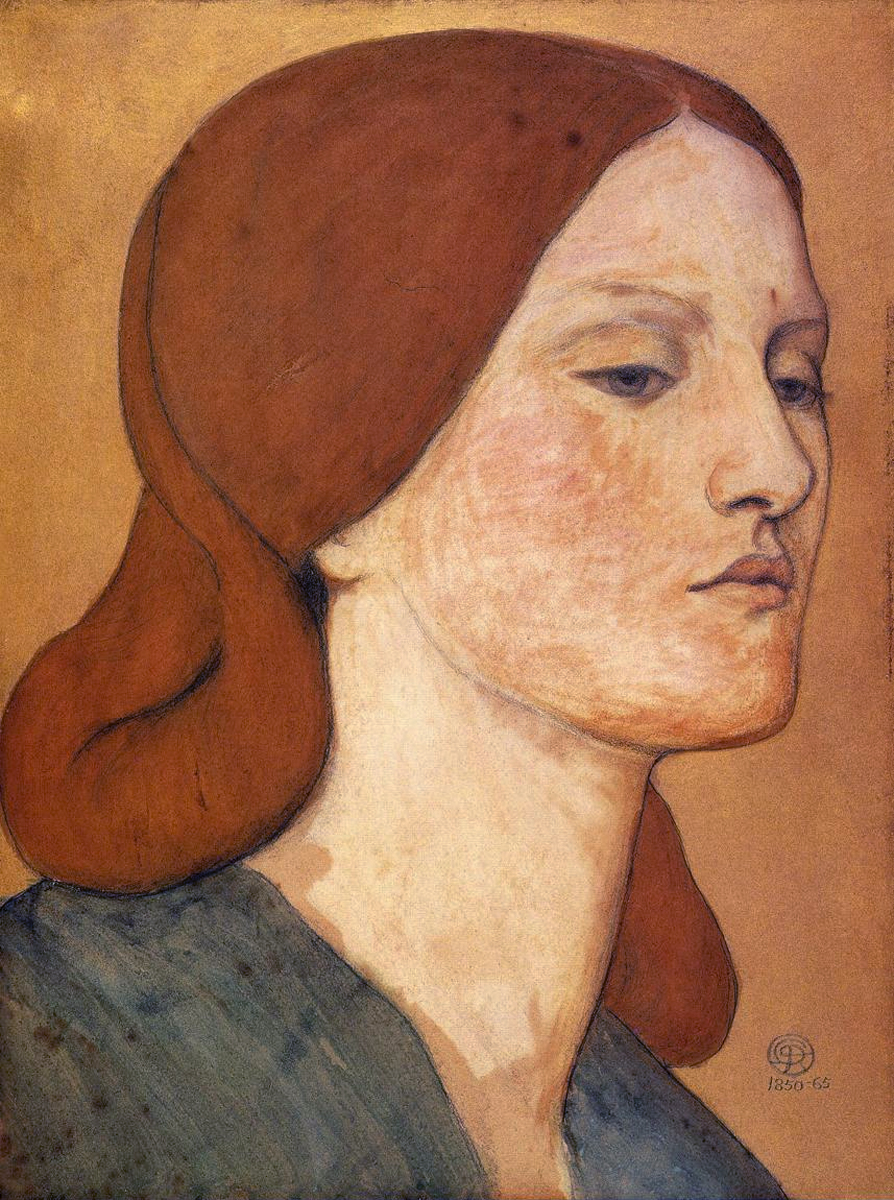
Portret van Elisabeth Siddal
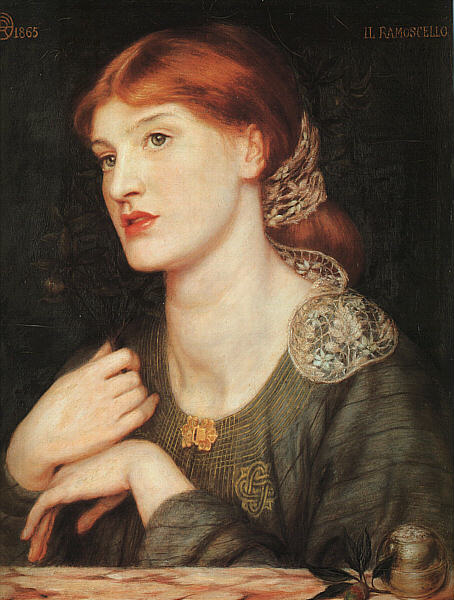
Il Ramoscello, 1865
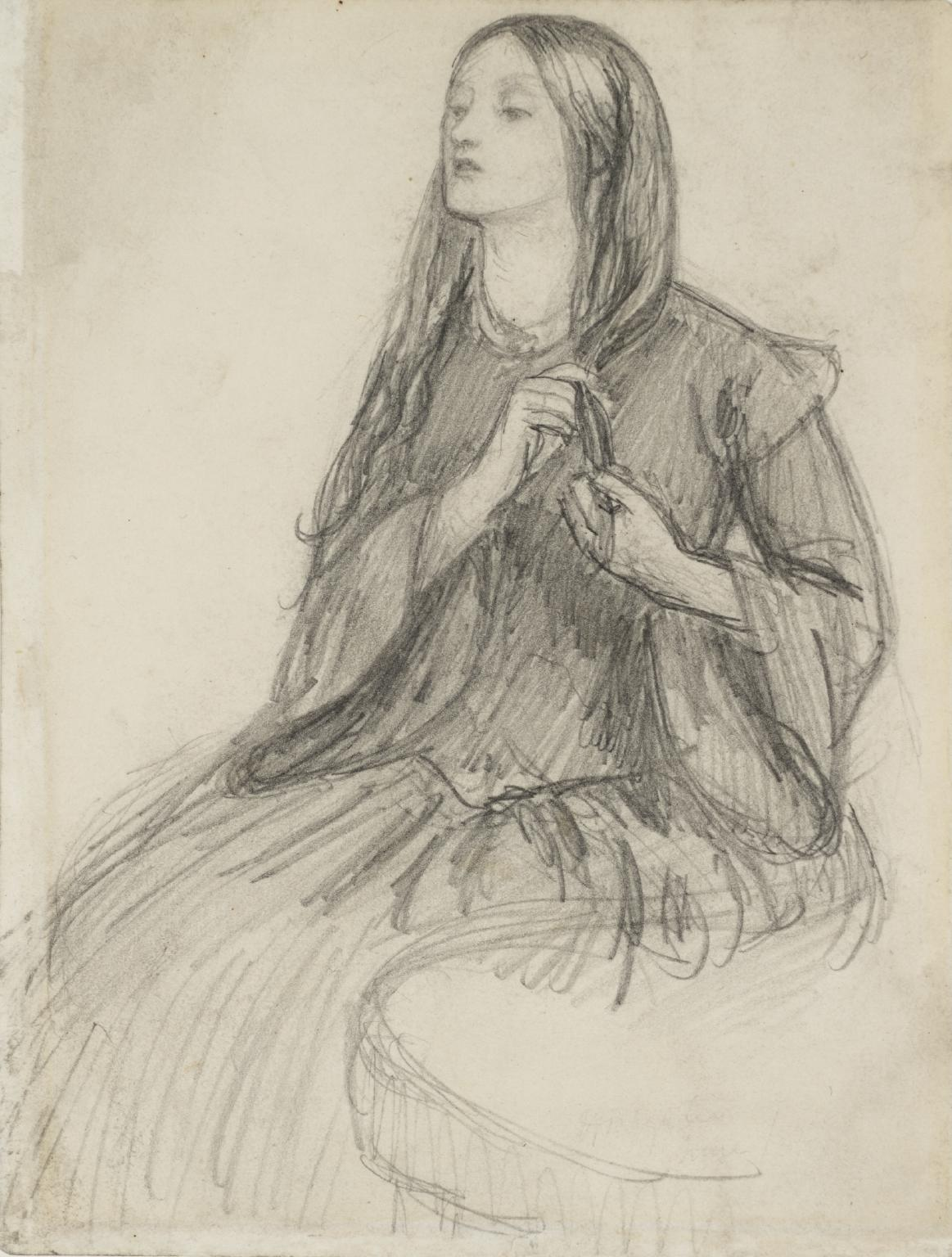
Elizabeth Siddall Plaiting her Hair

## Schilderes en dichteres
Met hulp van een door John Ruskin bekostigde studiebeurs en met ondersteuning van Rossetti richtte Siddal zich vanaf 1854 ook zelf op de schilderkunst en legde daarbij een duidelijke begaafdheid aan de dag. Ze maakte diverse olieverfschilderijen (waarvan slechts een deel bewaard is gebleven) en ze illustreerde werk van Sir Walter Scott en gedichten van William Wordsworth en Alfred Tennyson. Ze exposeerde met succes op een grote Prerafaëlitische tentoonstelling in Russell Place in 1857.
Tegen het einde van haar leven schreef Siddal ook een vijftiental sonnetten, zwaarmoedig van toon, onder invloed van haar ziek zijn. Na haar dood liet Rossetti het schrift met haar gedichten meezinken in haar graf, 'zodat ze na haar dood verder kon dichten'. Hij kreeg hier echter spijt van, had geen afschrift, en liet in 1869 de kist van Siddal met ministeriële toestemming opgraven om het schrift eruit te halen. Siddals gedichten werden in 1870 door Rossetti als bundel gepubliceerd onder de titel The House of Life, samen met enkele gedichten van hemzelf.

#### Schilderijen van Siddal

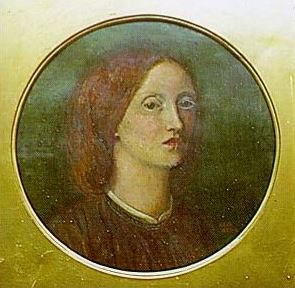
Zelfportret, 1854
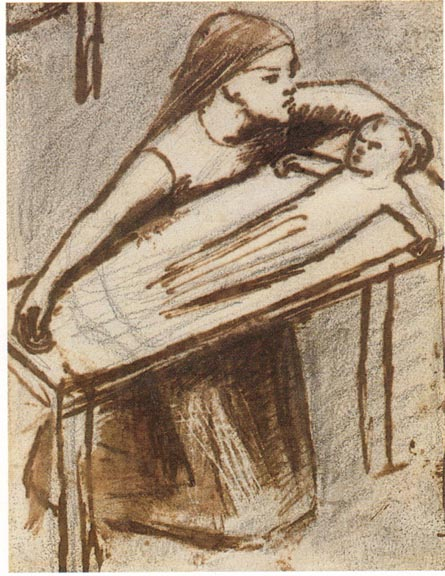
Nativity
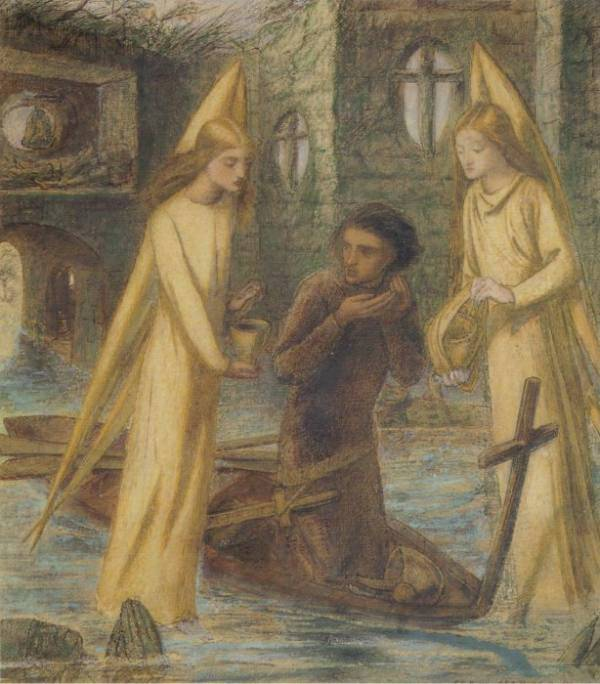
The Quest of the Holy Grail

#### Gedicht
Fragment (zonder titel)

Autumn leaves are falling

About her new-made grave

Where the tall grass bends to listen

To the murmur of the wave.
Laden autumn, here I stand

With my sheaves in either hand;

Speak the word that sets me free,

Naught but rest seems good to me.

Nederlandse vertaling door Lepus:

Herfstblaren vallen

Omheen haar verse graf

Waar het hoge gras buigend luistert

Naar het geruis van de golven. 
Bedrukte herfst, hier sta ik

Met mijn schoven in elke hand;  

Spreek het woord dat mij verlost,  

Enkel rust lijkt goed voor mij. 

## Noot
1. ↑  De dubbele-ll veranderde Sidal later op verzoek van Rossetti in een enkele-l

- Bibliothèque nationale de France: cb135089941 (data)
- Gemeinsame Normdatei: 119155915
- International Standard Name Identifier: 0000 0001 1833 5341
- KulturNav: 7375fdec-b72b-4214-beb9-f2eec1158397
- Library of Congress Control Number: n81121170
- MusicBrainz: ac87b631-fa78-4737-b02c-0839fdfe52a7
- Nationale Bibliotheek van Tsjechië: js20061110011
- Nationale Bibliotheek van Israël: 987007451551705171
- Nederlandse Thesaurus van Auteursnamen: 244748985
- RKD-Nederlands Instituut voor Kunstgeschiedenis: 72433
- SNAC: w6sx70pw
- Système universitaire de documentation: 098230387
- Union List of Artist Names: 500008662
- Virtual International Authority File: 84255921
- WorldCat: E39PBJvRWK7X7gWwGwgyX4JkXd